# Pallenopsis gippslandiae
Pallenopsis gippslandiae är en havsspindelart som beskrevs av Stock, J.H. 1954. Pallenopsis gippslandiae ingår i släktet Pallenopsis och familjen Phoxichilidiidae. Inga underarter finns listade i Catalogue of Life.